# 브로니스와프 코모로프스키
브로니스와프 코모로프스키(폴란드어: Bronisław Komorowski, 문화어: 브로니스와브 꼬모롭스끼, 1952년 7월 4일 ~ )는 폴란드의 정치인이며, 2010년 8월 6일부터 2015년 8월 6일까지 5대 대통령을 맡았다.

## 생애
1952년 오보르니키에 실롱스키에의 귀족 집안에서 태어났으나, 제2차 세계대전 후의 폴란드에서 공산당 통치가 상속 지주 계급의 구성원들을 위한 환경 도전을 창조하면서 그의 가족은 바르샤바로 이주하게 된다.
고등학생 시절에는 반공주의 운동에 참가하였으며 그로 인해 1971년 처음으로 체포되었다. 1977년 바르샤바 대학교에서 역사학 학사 학위를 취득하면서 졸업했다. 1980년대를 통하여 바르샤바 근교에 있는 니에포칼라누프 신학교에서 강의했다. 이 시기에 코모로프스키는 또한 반체제 운동을 계속하면서 지하운동 출판사의 편집자로 일하였다. 그 후 1989년 중앙유럽의 공산정권이 무너지면서 정치에 입문하여 국회에 선출되기 전에 각료 회의에 근무하였고, 폴란드 국방장관(2000~01)에 이어 하원 부의장(2001~06)을 역임했다.
그는 계속적으로 국회에 입성하였고 2007년 11월에는 의장으로 선출되었다. 의장으로서 코모로프스키는 친 유럽 연합 정책을 후원하면서 가끔 회의론자 레흐 카친스키 대통령과 논쟁을 일으켰다.

## 대통령 당선
2007년부터 폴란드의 하원의장 직무를 수행하던 중, 2010년 4월 10일에 레흐 카친스키 대통령이 비행기 사고로 사망하면서 4월 11일부터 7월 8일까지 대통령의 권한을 대행했다. 그해 7월 4일 실시된 폴란드 대통령 선거 결과 야로스와프 카친스키 후보를 누르고 대통령으로 당선되었고, 8월 6일에 폴란드의 대통령으로 공식 취임하였다. 벨기에의 왕세자빈인 브라반트 공작 부인 마틸드와 사촌 관계이다.
그의 친 유럽연합 목표들은 유럽 연합 내의 폴란드의 입지를 강화하고 더 중요한 역할을 맡도록 하는 것이었다. 새 대통령으로서 폴란드의 외교 정책에 새로운 방향을 가져오는 길을 찾는 데, 특히 11월 위키리크스가 미국이 이런 논쟁에 놓인 폴란드와 러시아의 관계를 강조함을 보이던 비밀적 외교 케이블이 나타난 부터였다. 12월 버락 오바마 대통령과 회담에서 코모로프스키는 "나는 폴란드-미국 관계에 수많은 것들이 잘못된 길을 갔다는 것을 단순하게 믿는다"고 말하였다.

## 사진

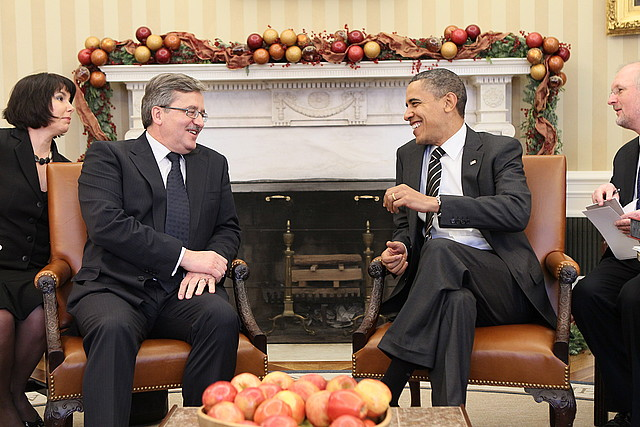
백악관에서 버락 오바마 미국 대통령과 회담하는 코모로프스키 대통령
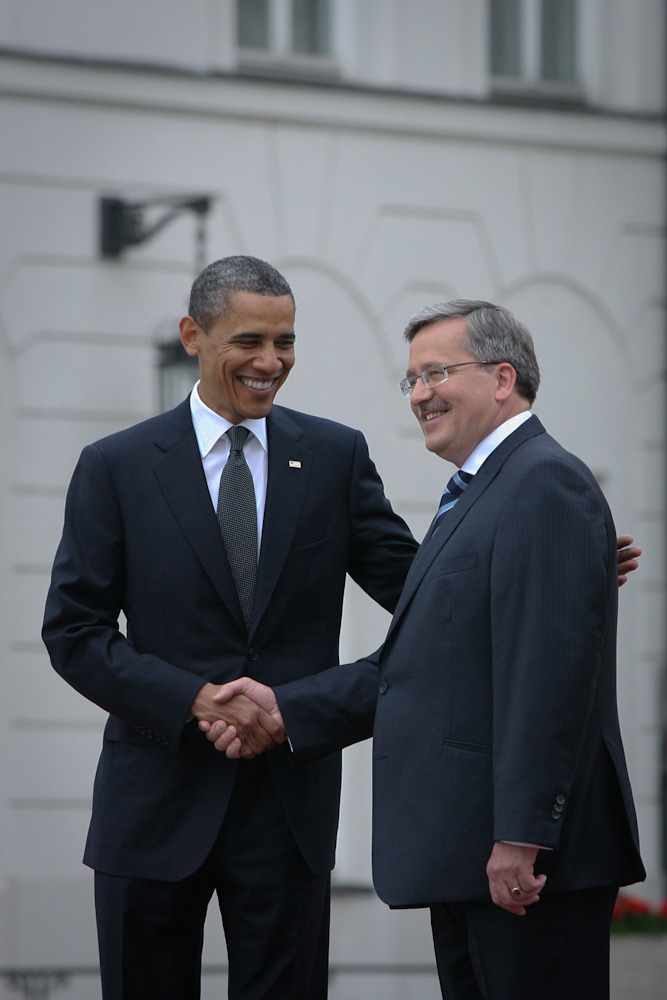
바르샤바에서 오바마 대통령과 함께
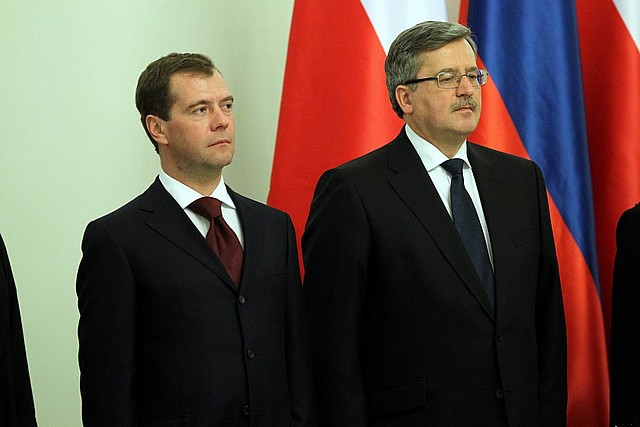
코모로프스키와 드미트리 메드베데프 러시아 대통령
폴란드를 방문한 메드베데프 대통령과 함께
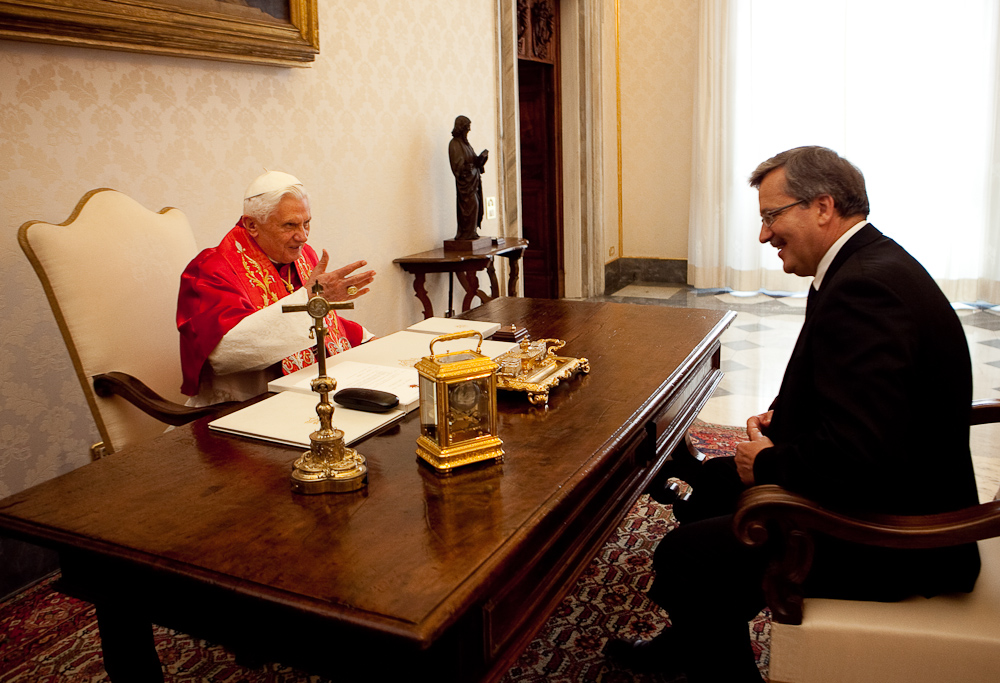
교황 베네딕토 16세와 함께

## 역대 선거 결과
| 선거명      | 직책명                         | 대수 | 정당             | 1차 득표율 | 1차 득표수  | 2차 득표율 | 2차 득표수  | 결과         | 당락                   |
| ----------- | ------------------------------ | ---- | ---------------- | ---------- | ----------- | ---------- | ----------- | ------------ | ---------------------- |
| 1991년 선거 | 하원의원 (카토비체 제36선거구) | 1대  | 민주연합         | 1.23%      | 5,602표     |            |             | 비례대표 -번 | [ 3 ]                  |
| 1993년 선거 | 하원의원 (피와 제32선거구)     | 2대  | 민주연합         | 4.68%      | 8,607표     |            |             | 비례대표 1번 | 피와 하원의원 당선     |
| 1997년 선거 | 하원의원 (바르샤바 제1선거구)  | 3대  | 우파연대선거행동 | 2.55%      | 20,251표    |            |             | 비례대표 6번 | 피와 하원의원 당선     |
| 2001년 선거 | 하원의원 (바르샤바 제19선거구) | 4대  | 시민 연단        | 1.97%      | 14,493표    |            |             | 비례대표 2번 | 바르샤바 하원의원 당선 |
| 2005년 선거 | 하원의원 (바르샤바 제20선거구) | 5대  | 시민 연단        | 13.27%     | 42,100표    |            |             | 비례대표 1번 | 바르샤바 하원의원 당선 |
| 2007년 선거 | 하원의원 (바르샤바 제20선거구) | 6대  | 시민 연단        | 30.25%     | 139,320표   |            |             | 비례대표 1번 | 바르샤바 하원의원 당선 |
| 2010년 선거 | 폴란드의 대통령                | 5대  | 시민 연단        | 41.54%     | 6,981,319표 | 53.01%     | 8,933,887표 | 1위          |                        |
| 2015년 선거 | 폴란드의 대통령                | 6대  | 무소속           | 33.77%     | 5,031,060표 | 48.45%     | 8,112,311표 | 2위          | 낙선                   |